# UROBOROS
UROBOROS (др.-греч. οὐροβόρος от οὐρά «хвост» + βορά «пища, еда») — седьмой студийный альбом японской авангард-метал группы Dir en grey, выпущенный 11 ноября 2008 года на лейбле Firewall Div.. В США альбом вышел на лейбле The End Records 12 ноября того же года, а в Европе на лейбле Gan-Shin. Альбом был ремастирован датским продюсером Тууэ Мэдсеном, который также занимался производством следующего альбома группы DUM SPIRO SPERO.
Альбом назван в честь символа Уробороса, который представляет собой фигуру дракона или змеи, изображённую в полном круге, поглощающем себя. Он представляет собой непрерывность и цикл власти, подчёркивая тему реинкарнации, идею, широко распространяемую группой во время продвижения альбома.
Обложка альбома, разработанная давним художником-оформителем группы Кодзи Йодой, была вдохновлена обложкой изображением обложки альбома Lizard (1970) прогрессивной рок группы King Crimson.

## Предыстория и производство
После финала их гастролей 2007 года, большая часть написания песен была завершена на индивидуальной основе в январе и феврале 2008 года, без встречи членов для совместной работы. Оригинальное объявление о записи нового альбома было намечено на начало 2008 года, в то время как позже было объявлено, что предпроизводство альбома начался в марте 2008 года. Участники перегруппировались после двух месяцев уединённой работы и поделились своими независимо разработанными треками, а гитарист Каору сказал, что целью было показать «я делаю эту песню прямо сейчас», с целью создания большего разнообразия песен. Запись первых треков началась ещё весной в здании Sony в городе Токио. Позже Dir en grey вернулись к стадии подготовки к выпуску остальных треков альбома.
В записи альбома участники группы, для создания уникального звучания, использовали различные музыкальные инструменты: мандолина, конга, электронный ситар и бива. Вокалист Кё делал акцент на «некричащий вокал», отдавая предпочтение более нежному пению вперемешку со скримингом, визгами и гроулингом в духе дэт-метал музыки. Для альбома Каору и Дай использовали несколько гитарных моделей и методов; нетрадиционный метод заключался в том, что некоторые из гитар были записаны непосредственно с усилителями.

## Музыка

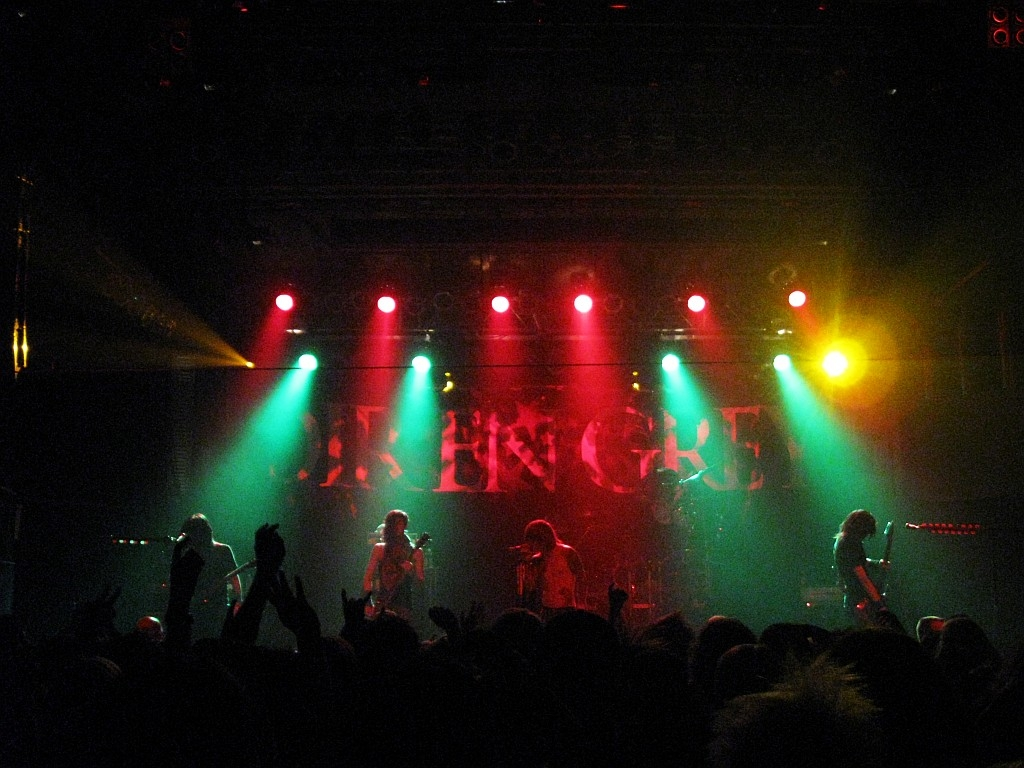
Выступление группы в Саарбрюккене, Германия (2009 год)

Альбом «напичкан такими темами, как „вина и реинкарнация“, а также прошлого, настоящего и будущего группы Dir en grey», как заявлял гитарист Каору в пресс-релизе. Это было позже отражено в обзоре альбома от CDJapan, которые назвали альбом «своего рода возвращением для группы, возвращаясь к эпохе альбома Withering to death.». Каору также отметил, что на альбоме снова будет продвижение в «более тяжёлое и тёмное» звучание, чем это было на предыдущих альбомах, а также присутствие «восточного и религиозного настроения». 

Вообще-то я начинаю беспокоиться. Я не знаю, как я могу описать вашу музыку словами. Например, «THE MARROW OF A BONE» — это произведение, в котором есть элементы метала, но песни, которые я только что услышал, трудно описать. Если бы я должен был выразить эти песни, это было бы что-то близкое к акустике. Если вы поставите это странным образом, это близко к чему-то вроде: "Что произойдет, если Том Йорк сделает метал?— Юити Масуда, Haiiro no Ginka (2008 год)
 С объявлением даты релиза в США, гитарист Каору выразил ещё мнение о стиле альбома, заявив, что на альбоме будут эксперименты с восточным звучанием, а «жёсткая и тяжёлая» атмосфера на предыдущем альбоме будет отсутствовать; вместо этого было отдано предпочтение в сторону элегантных инструменталов и «что-то, что позволит визуализировать некоторые сцены».

## Список композиций
Все тексты написаны Кё, вся музыка написана Dir en grey.
| №   | Название             | Длительность |
| --- | -------------------- | ------------ |
| 1.  | «SA BIR»             | 2:00         |
| 2.  | «VINUSHKA»           | 9:37         |
| 3.  | «RED SOIL»           | 3:24         |
| 4.  | «慟哭と去りぬ»       | 3:48         |
| 5.  | «蜷局»               | 3:57         |
| 6.  | «GLASS SKIN»         | 4:27         |
| 7.  | «STUCK MAN»          | 3:34         |
| 8.  | «冷血なりせば»       | 3:33         |
| 9.  | «我、闇とて･･･»      | 7:01         |
| 10. | «BUGABOO»            | 4:43         |
| 11. | «凱歌、沈黙が眠る頃» | 4:22         |
| 12. | «DOZING GREEN»       | 4:05         |
| 13. | «INCONVENIENT IDEAL» | 4:23         |

## Участники записи
| Dir en grey - Кё — вокал; - Дай — бэк-вокал, акустическая гитара, соло-гитара, мандолина; - Каору — бэк-вокал, акустическая гитара, ритм-гитара, электронный ситар, музыкальное программирование; - Тосия — бэк-вокал, бас-гитара, бива; - Синъя — конга, перкуссия, барабаны. Приглашённые музыканты - Дзюн Фукамати — пианино, орган; - Тадасукэ — пианино. | Производственный персонал - Dir en grey — продюсеры; - Dynamite Tommy — исполнительный продюсер; - Ёсинори Абэ — музыкальное программирование; - Тосиаки Исии — музыкальное программирование; - Кодзи Ёда — арт-директор, художественное оформление; - Тед Дженсен — мастеринг; - Кадзусиге Ямадзаки — мастеринг; - Акинори Каидзаки — микширование. |

## Чарты
| Страна                            | Чарт(ы)         | Позиция в чартах | Продажи                         |
| --------------------------------- | --------------- | ---------------- | ------------------------------- |
| Japan Weekly Albums               | Oricon          | 4                | 43,316 (as of December 1, 2008) |
| Billboard Japan Top Albums        | Billboard Japan | 4                |                                 |
| United States Billboard 200       | Billboard       | 114              | 6,054                           |
| United States Top Heatseekers     | Billboard       | 1                | 6,054                           |
| United States Top Independent     | Billboard       | 9                | 6,054                           |
| United States Top Internet Albums | Billboard       | 8                | 6,054                           |
| United States Top Hard Rock       | Billboard       | 17               | 6,054                           |
| United States Top Comprehensive   | Billboard       | 135              | 6,054                           |